# برج دوم أوترخت
برج دوم أوترخت (بالانجليزية : Dom Tower of Utrecht )هو (برج الكاتدرائية ويعتبر هو أطول برج كنيسة في هولندا . يبلغ ارتفاعه 112.5 (386 قدم)  والبرج من الطراز القوطي وهو يعتبر رمزا للمدينه. كان البرج جزءا من كاتدرائية سانت مارتن ، أوتريخت ، المعروف أيضا باسم كنيسة دوم، ، تم تصميمه في الفترة بين 1321 و 1382 من قبل جون ليمبورج  to a design by John of Hainaut. الكاتدرائية لم تكتمل بشكل كامل نظرا لعدم وجود المال. منذ انهيار صحن الكنيسة التي لم ينته في 1674 أصبح برج دوم برج قائما بذاته.
يقع البرج في مدينة أوتريخت التي أنشأت منذ حوالي 2000 سنة.

## التصميم والبناء
كان برج دوم واحدة من أكبر الأبراج التي شيدت في أوروبا خلال القرن الرابع عشر، وتم تصميمه ليظهر قوة كنيسة أوترخت . أدى بناؤه إلى اعتراض الواعظ جيرت جروت على ها المشروع الضخم الباهظ التكلفة وذلك لأنه بالغ الارتفاع، بالغ التكلفة، ولكن بالرغم من كل هذا الا انه كان ذات مظهر جمالي مميز.
يتكون البرج من كتلتين مربعتين، يعلوها فانوس أخف كثيرا. واحدة من السمات الأكثر لفتا هو عدم وجود ركائز واضحة. كان شكله المعين، والهندسة المعمارية المبدعه لها تأثير كبير على العديد من الأبراج الأخرى في هولندا ، بما في ذلك مارتينيتورين في جرونينجن. وعند الانتهاء في عام 1382 بلغ البرج 109 مترا. ومع ذلك تم رفع هذا الارتفاع خلال الترميم في عام 1910 ، إلى الارتفاع الحالي البالغ 112.5 متر.
كان برج دوم مبنى متعدد الوظائف، بالإضافة إلى كونه برج جرس، فهو يحتوي أيضا على مصلى أوترخت في الطابق الأول الخاص بالأساقفه ، وكان أيضا بمثابة برج مراقبة ، ويقيم حارس البرج في الطابق الثاني من الكتلة المربعة السفليه.

## الأجراس

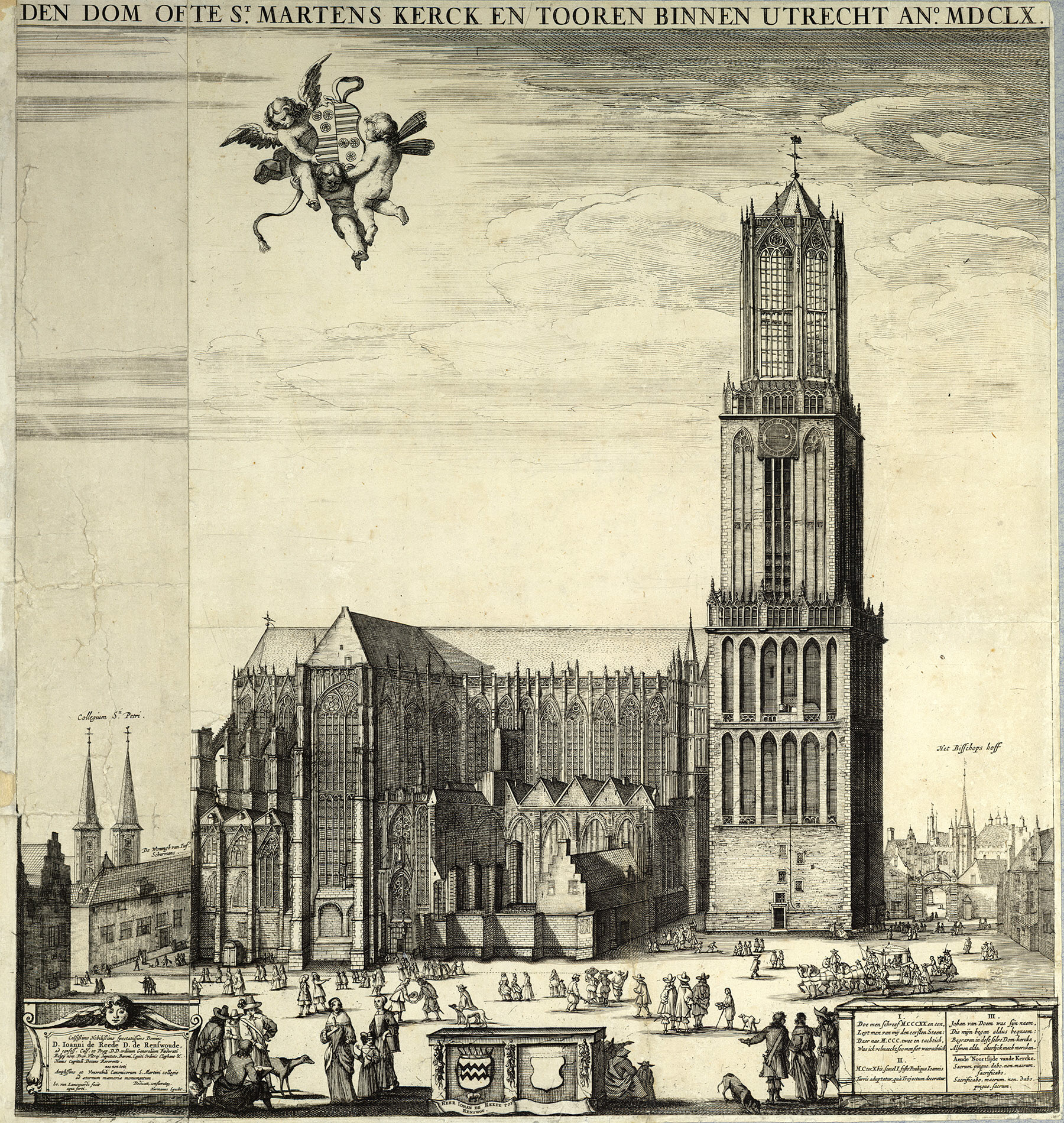
- كنيسة دوم قبل 1674، وكما يتضح صحن الكنيسة لا يزال قائما. والذي تم نقشه فيما بعد من قبل ستيفن فان ،1660

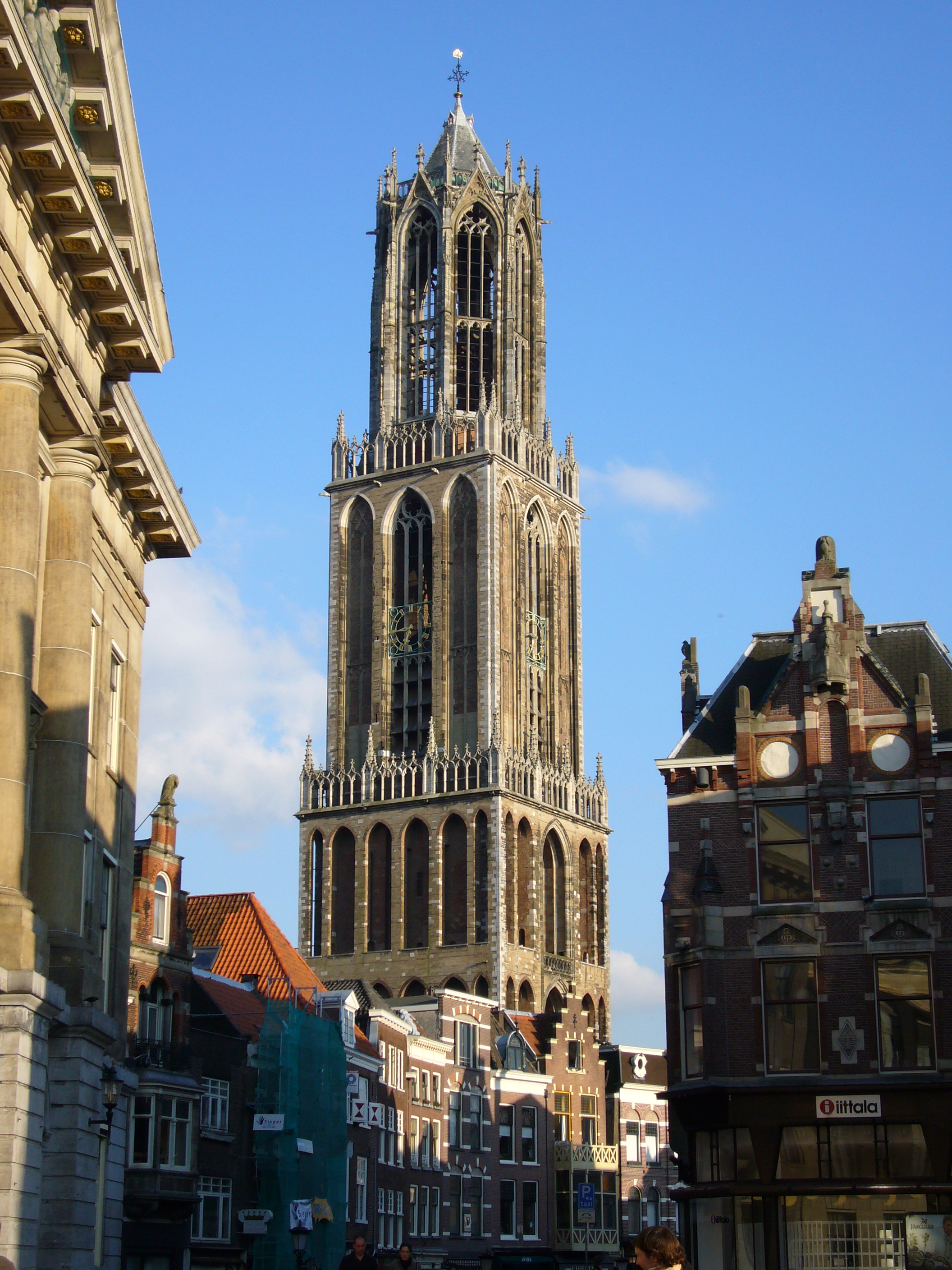
برج دوم من الشمال الغربي

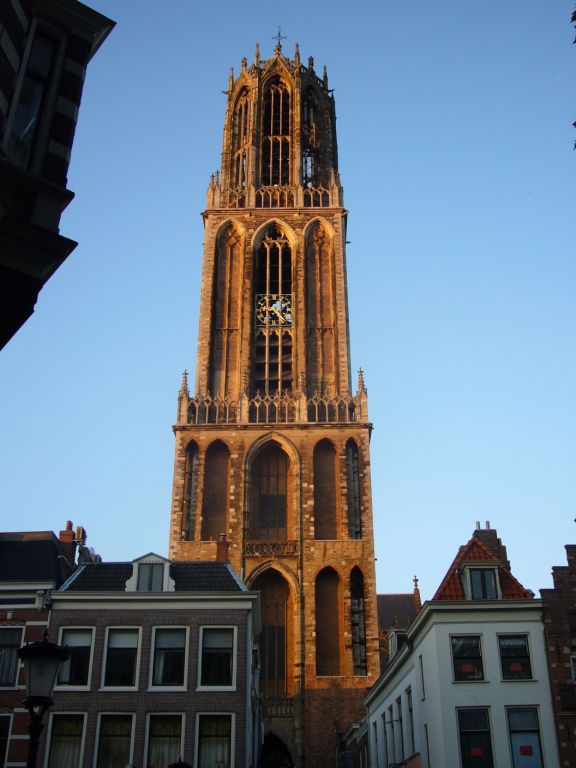
برج دوم في ضوء المساء

برج دوم به مجموعة أجراس استثنائيه تتكون من أربعة عشر جرسا رنينيا، وزنهم 32000 كجم. في عام 1505 فان جيرت وأو، الذي كان في وقته الأكثر شهرة في تأسيس الأجراس بهولندا قام بعمل مجموعة أجراس متناغمه تتكون من ثلاثة عشر جرس. والأجراس السبعة الصغرى تم بيعهم في 1664 لتمويل بناء الأجراس الجديده والتي تم إعادة تعديلها في 1982 من قبل ايجيسبوتس. الجرس الأكبر، سالفاتوري، وزنه8200 كجم ويبلغ قطره 227 سم. الأجراس الأربعة عشر معا، يشكلون أكبر مجموعة الأجراس المتجانسه خلال القرون الوسطى. اليوم يتم تعيين أعضاء لتحريك الأجراس من قبل أعضاء أوترخت.
في 1625 ، أصبح جاكوب فان إيك المسئول عن تحريك أجراس برج دوم، في عام 1664، تم تثبيت الأجراس الجديده بواسطة جوريان اسباركل من زوتفن . مع وجود دقات آليه اتتكون من 35 دقه. التي قام بعملها الأخوة بيتر وفرانسوا هيموني. في عام 1972 تم استعادة الأجراس وتم زيادتهم إلى 50 جرسا.

## الأضرار الناجمة عن العواصف
كان صحن الكاتدرائية لم ينته بعد، وفي 1674 حدث اعصار دمر هذا الجزء من الكاتدرائية ، ولكن كان البرج لم يحدث به أي تلف.
الجزء المتبقي من الكنيسة والبرج لم يتم إعادة توصيل أبدا، والآن شارع وساحة دومبلين عباره عن هيكلين منفصلين. ومع ذلك في صيف عام 2004 ، تم بناء صحن وهمي من السقالات لإحياء ذكرى حلقة الوصل المفقودة. ويتم عرض مخططات الجزء المفقود في ساحة الكنيسه على هيئة تبليطات متعددة الألوان. وفي عام 1836 الطابق العلوي من البرج تضرر بشكل كبير بسبب حدوث عاصفة وتم إعادة النظر بجديه لموضوع تلف البرج. ومع ذلك، تم ترميمه لاحقا، وهي العملية التي استغرقت خمس سنوات. .

## السياحة وحفلات الزفاف
يحتوي البرج على مركز خاص بالزوار (راندوم ) - التي تعود إلى الكلمة الهنديه راند أو راندوم واسم الكنيسه تم تأكيده باستخدام حرف الـ «دي» الكبير - والذي يقع في الساحة، وكذلك يحتوى على محل به مجموعة من الهدايا التذكارية. وهناك يتم تنظيم عدد من الأنشطة التي تقام في مركز البرج، بما في ذلك رحلات منتظمة تسمح للناس بتسلق 465 خطوة إلى قمة برج دوم. في اليوم الصافي أنه من الممكن أن ترى كلا من أمستردام وروتردام . يقع مكتب الحجز للجولات السياحية في الساحة الموجود في أسفل البرج . ومن الممكن أيضا أن تقام حفلات زفاف بالبرج.

## راديو دوم ( 1999 )
كان دوم محطة راديو أوتوماتيكيه موجوده في برج دوم في أوترخت ، الذي بدأ ببث أصوات مدينة أوتريخت من 3 يونيو 1999 حتى 3 أكتوبر 1999 على «محطة الاذاعه». كان راديو دوم يتلقى مدخلاته من ستة ميكروفونات مراقبة يتم التحكم بها بواسطة الكمبيوتر والمثبتة على ارتفاع 80 مترا على برج دوم. التي يتم مسحها ضوئيا باستمرار في المنطقة الوسطى من المدينة. اشارات الصوت كان يتم التقاطها بواسطة هذه الميكروفونات والتي يتم دمجها حسابيا معا داخل محطة الاذاعه التي تبث 24 ساعه في اليوم عن طريق جهاز إرسال راديو خارجي مثبت فوق برج دوم.
والبث على 102.3 ميجاهيرتز خارجي، وكان راديو دوم جزءا من معرض البانوراما 2000، الذي تم تنظيمه داخل متحف اوتريخت المركزي.

## القيود التخطيطية المحلية

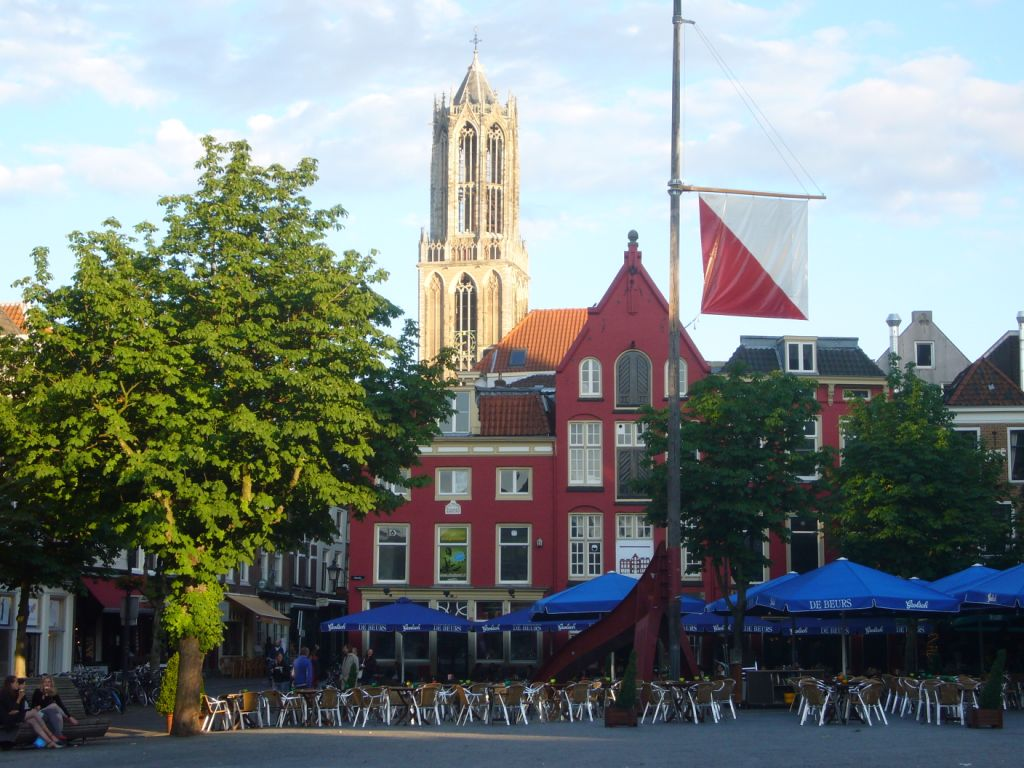
نيودي أوتريخت مع برج دوم

حتى وقت قريب، كانت هناك قاعدة غير مكتوبة في تقييم طلبات التخطيط في مدينة أوتريخت أنه لا يوجد بناء يمكن أن يبنى ويضاهي برج دوم في الارتفاع. ويبدو أن هذا التقييد قد أدى إلى الاستغناء عن بعض الخطط في منطقة الضواحي النامية في غرب أوتريخت . وقد تم اقتراح إنشاءناطحة سحاب منذ أمد طويل تبلغ 262 مترا في الارتفاع، مما يشكل تحديا لهذا التقليد. ومع ذلك، فقد تم إلغاء خطط لهذا البرج بسبب الأزمة الاقتصادية.

## نسخة طبق الأصل
وقد تم بناء نسخة طبق الأصل من برج دوم في متنزه هولندية، منتزه في ساسيبو ، ناغازاكي ، اليابان . مشاهدة الشارع من جوجل .

## روابط خارجية
• Utrechts Klokkenluiders Gilde
• Utrechtse Klokkenspel Vereniging نسخة محفوظة 1 أبريل 2004 على موقع واي باك مشين.
• Webcam Live Domtoren Utrecht نسخة محفوظة 28 أبريل 2010 على موقع واي باك مشين.
•	How the tower was built (Dutch, but with useful illustrations)